# 学校法人兵庫朝鮮学園
学校法人兵庫朝鮮学園（がっこうほうじんひょうごちょうせんがくえん）は学校法人にして、兵庫県内における朝鮮学校の設置者。すべて各種学校である。

## 設置校
- 高等学校相当
  - 神戸朝鮮高級学校
- 小学校・中学校相当
  - 神戸朝鮮初中級学校
  - 西播朝鮮初中級学校
  - 尼崎朝鮮初中級学校
- 小学校相当
  - 西神戸朝鮮初級学校
  - 伊丹朝鮮初級学校
  - 尼崎東朝鮮初級学校
  - 明石朝鮮初級学校